# Nancy Dupree
Nancy Shakuntala Hatch Dupree, född Hatch 3 oktober 1927 i Cooperstown i Otsego County i New York, död 10 september 2017 i Kabul i Afghanistan, var en amerikansk kulturvårdare och författare. Tillsammans med sin man Louis Dupree (1925-89) ägnade Nancy Hatch Dupree sitt liv åt att dokumentera och bevara Afghanistans kulturella arv. Hon kallades ofta Afghanistans mormor.

## Levnad och verk
Nancy Dupree växte under unga år upp i Kerala i södra Indien, där hennes far, agronomen D Spencer Hatch, var jordbruksrådgivare till Maharajan av Travancore. Hennes mor var skådespelaren Emily Hatch (född Gilchrist), som också var författare till en avhandling om den indiska dansformen kathakali. Hon växte också senare upp i Mexiko. Hon utbildade sig i sinologi på Barnard College i New York och Columbia University i New York. Hon kom till Afghanistan 1962 som hustru sedan 1952 till den amerikanske CIA-agenten och kulturattachén Alan D. Wolfe. Hon gifte sig 1966 i Kabul i sitt andra äktenskap med antropologen och arkeologen Louis Dupree (1925-89) och fick två döttrar och en son.
Louis och Nancy Dupree arbetade under en lång följd av år i Afghanistan med att undersöka och dokumentera kulturella förhållanden, tills de blev utvisade 1979 efter den sovjetryska ockupationen. Efter makens död 1989, fortsatte Nancy Hatch Dupree deras gemensamma arbete med att dokumentera afghanska förhållanden i ett lokalt arkiv, numera The Afghanistan Centre at Kabul University. Centret, som hon under många år var chef över, var under de svåraste åren utflyttat till Peshawar i Pakistan.
Nancy Dupree kritiserade det pågående internationella biståndet till Afghanistan:
| ”                    | Sedan 2001, då talibanerna fråntogs makten i Afghanistan, har det internationella samhället spenderat många miljarder dollar på återuppbyggnad av landet. Ändå är det inte många framsteg som gjorts. Dålig ledning och bristande samarbete mellan biståndsgivarna är de viktigaste orsakerna till detta bedrövliga resultat, men ett annat problem har varit misslyckandet att säkerställa det afghanska folkets tillgång till böcker och annat tryck material som innehåller den information det behöver för att förbättra sin situation. Detta är en allvarlig defekt, som negativt påverkar hälsovård, utbildning och statsförvaltningen i sig. | „ |
| – Nancy Hatch Dupree | |   |